# Zorzines azurea
Zorzines azurea är en fjärilsart som beskrevs av Inoue 1992. Zorzines azurea ingår i släktet Zorzines och familjen nattflyn. Inga underarter finns listade i Catalogue of Life.